# 韦尔梅勒
韦尔梅勒（法語：Vermelles，法語發音：[vɛʁmɛl]）是法国上法兰西大区加来海峡省的一个市镇，位于该省东北部，属于贝蒂讷区。

## 地理
韦尔梅勒（50°29'18"N, 2°44'45"E）面积10.39 平方千米，位于法国上法蘭西大區加来海峡省，该省份为法国北部沿海省份，西北濒北海，南至索姆省，东临北部省。
与韦尔梅勒接壤的市镇（或旧市镇、城区）包括：屈安希、欧希莱米讷、康布兰、艾讷、洛斯昂戈埃勒、马赞加尔布、努瓦耶勒-莱韦尔梅勒、维奥莱讷。

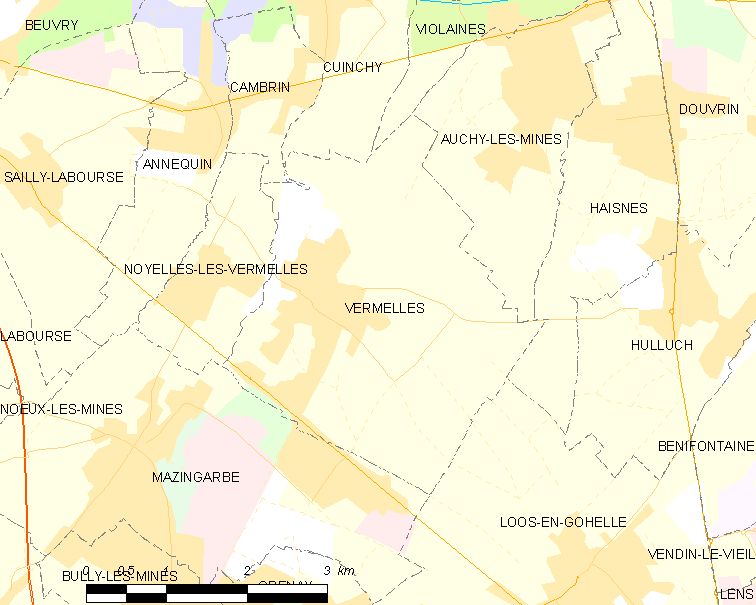
韦尔梅勒的OSM定位图

韦尔梅勒的时区为UTC+01:00、UTC+02:00（夏令时）。

## 行政
韦尔梅勒的邮政编码为62980，INSEE市镇编码为62846。

## 政治
韦尔梅勒所属的省级选区为杜夫兰县。

## 人口

1962-2008年间韦尔梅勒人口变化图示

韦尔梅勒于2022年1月1日时的人口数量为4729人。